# End Love
«End Love» es una canción del grupo estadounidense OK Go, perteneciente a su tercer álbum, Of the blue colour of the sky. El vídeo musical de la canción está protagonizado por la banda, la cual figura cantando en un espacio continuo de 18 horas que mediante técnicas de compresión y time-lapse queda reducido a un vídeo de tan solo cuatro minutos.

## Vídeo musical

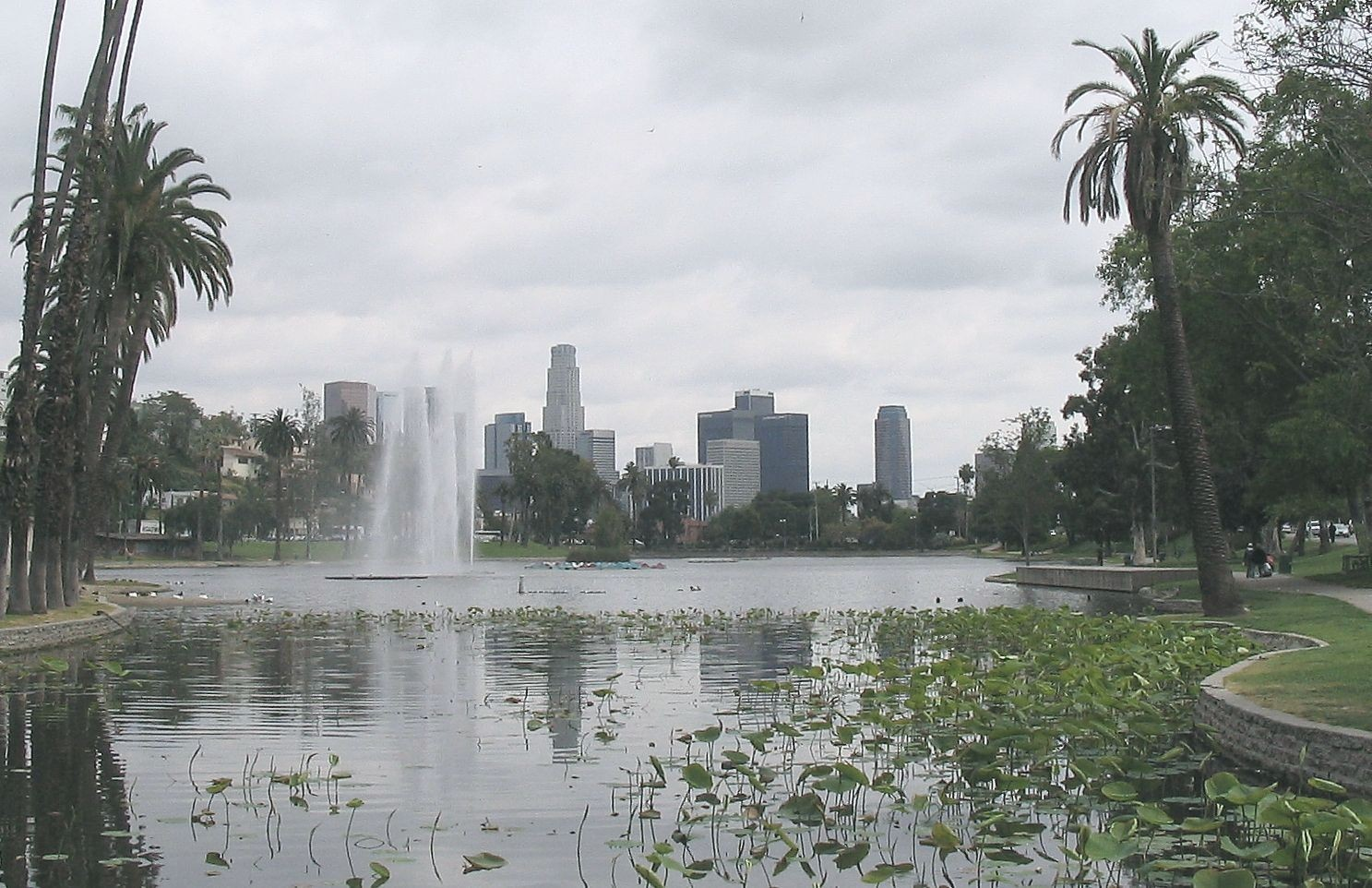
El vídeo fue filmado en el Echo Park Lake, en Los Ángeles.

El video de "End Love" fue dirigido por Jeff Lieberman y Eric Gunther, y fue filmado en Echo Park, cerca de Echo Park Lake, en Los Ángeles. El video muestra a los cuatro miembros de OK Go, cada uno vestido con chándal de diferente color, realizando movimientos acordes a la canción. La banda realizó estos movimientos empleando ciertos efectos especiales y empleando secuencias de time-lapse, para así dar sensación de moverse sin caminar, moverse entre dos puntos rápidamente, o para jugar con los colores de sus prendas en combinación con estos efectos. La grabación del vídeo se desarrolló durante un periodo de dieciocho horas, incluyendo toda una noche en el parque.
En este segmento, los miembros de la banda utilizan cuatro sacos de dormir, con cada miembro levantándose a mitad de la noche para "cantar" una determinada parte de la canción. Cerca del final del vídeo, la banda comienza a interactuar con otras personas de la misma manera. El vídeo concluye con imágenes en time-lapse de la fuente del parque durante ocho días más.